# Paul Preuss (schrijver)
Paul Preuss (Albany (Georgia), 7 maart 1942) is een Amerikaanse auteur van sciencefiction.
Preuss is schrijver van sciencefictionromans. Hij werd bekend met de reeks Arthur C. Clarke's Venus Prime, die gebaseerd is op de plots, karakters en plaatsen uit de korte verhalen van Arthur C. Clarke. Zijn roman Core lag ten grondslag aan de film The Core.
Preuss schrijft ook boekrecensies en vakartikelen voor Amerikaanse tijdschriften en werkt als adviseur van filmondernemingen. 

## Werken
Romans
- Broken Symmetries
- Human Error
- Re-entry
- The Gates of Heaven
- Starfire (1988)
- Core (1993)
- Secret Passages (1997)

Venus-Prime-reeks
- Venus Prime 1: Breaking Strain (1987)
- Venus Prime 2: Maelstrom (1988)
- Venus Prime 3: Hide & Seek (1989)
- Venus Prime 4: The Medusa Encounter (1990)
- Venus Prime 5: The Diamond Moon (1990)
- Venus Prime 6: The Shining Ones (1991)

- Biblioteca Nacional de España: XX980818
- Gemeinsame Normdatei: 13672325X
- International Standard Name Identifier: 0000 0000 8117 5160
- Library of Congress Control Number: n82212238
- Nationale Bibliotheek van Tsjechië: xx0024307
- Nationale Bibliotheek van Israël: 987007461848905171
- Nederlandse Thesaurus van Auteursnamen: 073748889
- Système universitaire de documentation: 156896818
- Virtual International Authority File: 38274174
- WorldCat: E39PBJpv76944rQvmT9wG9jcT3